# 비스워크강

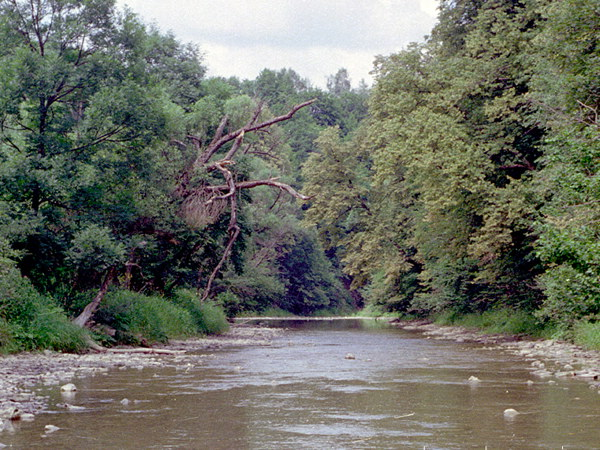
비스워크강

비스워크강(폴란드어: Wisłok)은 폴란드 남동부의 강이다. 산강의 지류로, 길이는 220km, 유역 면적은 3,538 km2다.